# Antiblemma abas
Antiblemma abas är en fjärilsart som beskrevs av William Schaus 1914. Antiblemma abas ingår i släktet Antiblemma och familjen nattflyn. Inga underarter finns listade i Catalogue of Life.